# Episodi di Outrageous Fortune - Crimini di famiglia (sesta stagione)
La sesta stagione della serie televisiva Outrageous Fortune - Crimini di famiglia è stata trasmessa in anteprima in Nuova Zelanda da TV3 tra il 13 luglio 2010 e il 9 novembre 2010.
| nº | Titolo originale                       | Titolo italiano | Prima TV Nuova Zelanda | Prima TV Italia |
| -- | -------------------------------------- | --------------- | ---------------------- | --------------- |
| 1  | What a Rash and Bloody Deed Is This    |                 | 13 luglio 2010         |                 |
| 2  | Do Your Mother's Commandment           |                 | 20 luglio 2010         |                 |
| 3  | To a Radiant Angel Link'd              |                 | 27 luglio 2010         |                 |
| 4  | Make Mad the Guilty and Appal the Free |                 | 3 agosto 2010          |                 |
| 5  | The Power to Seduce                    |                 | 10 agosto 2010         |                 |
| 6  | When Both Contend                      |                 | 17 agosto 2010         |                 |
| 7  | Go Seek Him Out                        |                 | 24 agosto 2010         |                 |
| 8  | Help, Help, Ho!                        |                 | 31 agosto 2010         |                 |
| 9  | Follow Her Close                       |                 | 7 settembre 2010       |                 |
| 10 | Thy Loving Father                      |                 | 14 settembre 2010      |                 |
| 11 | Make Love to This Employment           |                 | 21 settembre 2010      |                 |
| 12 | Let the Door Be Lock'd                 |                 | 28 settembre 2010      |                 |
| 13 | Look Here, Upon This Picture           |                 | 5 ottobre 2010         |                 |
| 14 | Their Grand Commission                 |                 | 12 ottobre 2010        |                 |
| 15 | Desperate Undertakings                 |                 | 19 ottobre 2010        |                 |
| 16 | Give Me Up the Truth                   |                 | 26 ottobre 2010        |                 |
| 17 | Blood and Judgment                     |                 | 2 novembre 2010        |                 |
| 18 | Tis So Concluded                       |                 | 9 novembre 2010        |                 |